# Sojec
Sojec [ˈsɔjɛt͡s] (tiếng Đức: Falkenhorst) là một khu định cư ở khu hành chính của Gmina Bierzwnik, thuộc quận Choszczno, West Pomeranian Voivodeship, ở phía tây bắc Ba Lan. Nó nằm khoảng 5 kilômét (3 mi) phía bắc Bierzwnik, 20 km (12 mi) về phía đông nam Choszczno, và 81 km (50 mi) về phía đông nam của thủ đô khu vực Szczecin.